# Zatrić
Zatriq en albanais et Zatrić en serbe latin (en serbe cyrillique : Затрић) est une localité du Kosovo située dans la commune/municipalité de Rahovec/Orahovac et dans le district de Prizren/Prizren. Selon le recensement kosovar de 2011, elle compte 535 habitants, tous albanais.
La localité fait partie du district de Gjakovë/Đakovica.

## Histoire
Sur le territoire du village se trouvent les ruines de la forteresse de Zatrić, qui remonte aux Xe-XIIIe siècles ; le site est mentionné par l'Académie serbe des sciences et des arts et est inscrit sur la liste des monuments culturels du Kosovo.
Le village abrite également une mosquée du XVIIIe siècle proposée par le Kosovo pour une inscription sur la liste des monuments culturels.

## Démographie

### Évolution historique de la population dans la localité
| 1948 | 1953 | 1961 | 1971 | 1981 | 1991 | 2011 |
| ---- | ---- | ---- | ---- | ---- | ---- | ---- |
| 457  | 483  | 560  | 597  | 721  | 810  | 535  |

|  |